# Made in Japan (ドリーム・シアターのアルバム)
『Made In Japan』（メイド・イン・ジャパン）は、アメリカのプログレッシブ・メタルバンド、ドリーム・シアターが2007年に発表したライブ・アルバム。
ディープ・パープルのライブ・アルバム『ライヴ・イン・ジャパン』（原題：Made In Japan）を再現したライブを収録。ドリーム・シアターのオフィシャルブートレグ専門のレーベル「YtseJam Records」より販売されている。
ミックスはロジャー・グローヴァーが行っており、ライナーノーツにコメントを寄せている。

## 収録曲
1. Highway Star
2. Child In Time
3. Smoke On The Water
4. The Mule / Drum Solo
5. Strange Kind Of Woman
6. Lazy
7. Space Truckin'